# 賈嘉美
賈嘉美（英語：James R. Graham III，1898年3月30日—1982年），美國宣教士，中原大學、臺北基督學院創辦人。

## 家庭背景
生於一個傳道人的家庭，祖父是一名牧師，於美國維吉尼亞州溫基斯特鎮牧會約有四十年。父親家雅各（James R. Graham II）則是一名宣教師，於1889年被差派前往中國的江蘇省淮陰。
父親家雅各來中國宣教的時候，正好是義和團事件爆發的前十年，當時的中國人民對教會有許多的誤解，甚至謠傳宣教士會用符咒把人殺死，再取出內臟磨製成為西藥。另外，西方基督教國家又以先進槍砲武器強勢進入中國。因此，當時中國社會充滿對西方人敵對的氛圍，不僅當時年幼的賈嘉美在街上遭辱罵是常有的事，父親前往各村莊傳道時，亦經常遭驅趕或被丟石頭攻擊，以致返家時往往都是帶著傷，但因著對上帝呼召的確信，常僅休養數日之後，即又外出持續傳道的工作。
淮陰地區自古即常遭水災之苦，又有疾病和盜賊的侵害。父親家雅各因為曾受過醫護的訓練，平時就向學校、孤兒院、醫院提供醫療服務，賑災工作亦積極投入，漸漸扭轉當地人民的心，傳道工作也因此得到進展。

## 成長歷程
賈嘉美於1898年3月30日，美國南卡羅來納州出生，六個月大即回到中國。從小在中國成長，玩伴皆為中國小孩，因此精通中文。幼年的教育則是由母親親自教導，後改聘家教完成中學的學習，高中畢業於上海一所美國學校，之後再返美完成大學和研究所的學習。
賈嘉美的外祖父是神學院的教授，母親自己也熟讀聖經，在家庭教育當中時常傳講聖經，因而建立賈嘉美的聖經根基，另外母親也教導彈琴、寫作。因此，當返美就讀大學時，賈嘉美展現音樂、體育方面才華，更被校刊冠上音樂家的稱號。

## 生命轉變
1918年，賈嘉美加入美軍陸戰隊，並成為最年輕的軍官。退役後，則在學校擔任教職的工作，以及足球教練。軍役及任教期間，是其信仰的低潮，不僅週日不參與聚會，也無重回中國的打算，更是期盼能開展教會工作以外的事業生涯。
後來，在一次的週日，賈嘉美陪同友人參與崇拜，講員在信息中提到一名年輕人，其父母是宣教士，同時期待年輕人也可以成為傳道人，但這年輕人卻離棄信仰，如舊約以掃般出賣長子的名份。賈嘉美訝異信息中年輕人的境遇竟和自己如此相似，可是講員並不認識自己。回去後，賈嘉美為自己愛慕世界虛榮、享樂向上帝認罪，並悔改願意遵從上帝的旨意。數天後，就接到信函，詢問其是否願意，前往美南長老會海外差會，在中國設立的其中一所高中擔任校長。當賈嘉美將此消息告訴當時已訂婚的女友露薏絲時，女友感動落淚，並告知這正是女友和賈母一直同心所禱告的。

## 服事工作
賈嘉美與女友露薏絲於1921年8月完婚後，9月即出發前往中國。1922年抵達中國，擔任淮美中學校長。1927年因「南京事件」全家返美。1929年全家再次回到中國，但不再從事普通教育工作，而是投入巡迴佈道的事工。先後於蘇北、華中、華北等地區，除了在多處城市教會講道、鄉村佈道，也有教導聖經的裝備課程。接觸對象遍及高層政府要員、知識分子，也涵蓋一般社會大眾階層。不過，正當中國福音工作如日方升，美國差會卻因經濟不景氣，對海外宣教事工的支持不斷地萎縮。
1936年，賈家全家返美述職，發現差會深受自由派神學影響，賈嘉美因無法認同故脫離差會，全家經濟頓時陷入困難，全憑信心倚靠教會、夏令會的講道邀約齊心度過。1938年於惠頓學院從事教職工作一年，課程中持續鼓舞學生投身宣教。1941年，因國民政府欲聘為顧問，決定隻身返回中國，但因爆發「珍珠港事件」，船被迫返回；後受邀於洛杉磯「家庭式」教會擔任牧師，牧會期間持續聖經教導課程，並鼓勵年輕信徒投身宣教，其中兩位信徒於聖經書院裝備後，前往新幾內亞宣教，到達不久即被搬運伕殺害，事蹟傳開後卻激起更多人自願投身宣教。後來當地人信主，更建立了一所聖經學校，繼續裝備人投身宣教。
1948年賈妻露薏絲因病過世。1950年，賈嘉美娶莎拉（Sarah）為第二任妻子。同年，應葛理翰牧師邀約，與第二任妻子前往台灣，除了重新開始巡迴佈道的工作，更是經其他牧者推介，有機會進到軍校、基地向軍人傳福音，也在當時駐台的美軍中服事。1951年，在台灣第一次為宣教士辦理的宣教大會中，充當翻譯工作，而結識當時的總統蔣中正，之後更是常參與蔣家的家庭聚會、教導聖經真理。
賈嘉美在台的服事，深覺需要有年輕人承接這些佈道、教導的工作。1953至1955年，就與台灣熱心教育的基督徒，共同籌劃設立「中原理工學院」，即現在的中原大學。校名「中原」，更是因賈嘉美仍心繫惦記著中原而命名。不過，其辦學為宣教的目的，無法在該校完全實現。1957年又於淡水關渡另籌辦「基督書院」，即現在的臺北基督學院，賈嘉美擔任校長、親自教授課程，更在與學生共同生活中，以基督的愛與聖經真理來培育、影響他們，直到1981年退休。任教期間也同樣鼓勵支持學生校外的佈道工作
賈嘉美對宣教的負擔，不單只在台灣，更盼望有一艘福音船，以台灣作為基地，將信仰推展至東南亞地區期盼台灣的教會、神學院、基督徒能齊心努力，讓台灣就成為一艘福音船，完成主的大使命。